# Elecciones parlamentarias de Chile
Chile ha tenido procesos eleccionarios a partir de 1811, cuando eligió el Primer Congreso Nacional, compuesto de 40 diputados. Desde entonces, y tras la vuelta a la República en 1817 con la victoria de la Batalla de Chacabuco y el inicio del período de Ensayos Constitucionales en búsqueda del mejor sistema político para el país, se ha elegido un Congreso, en un principio unicameral, y más tarde bicameral, con una cámara alta y cámara baja, las cuales velarán por la legislación nacional.
Luego de más de 50 años de institucionalidad democrática, el golpe de Estado de 1973 generó un quiebre institucional, en que la dictadura militar decretó el cierre del Congreso Nacional mediante el Decreto Ley N° 27, del 21 de septiembre de 1973. sustituido por la Junta Militar que usurpó el poder constituyente y el poder legislativo durante 17 años
Tras el plebiscito de 1988 en que triunfó la opción «No» —prorrogándose el periodo presidencial de Augusto Pinochet por un año más, hasta el 11 de marzo de 1990— se inició el proceso de la transición a la democracia con las primeras elecciones parlamentarias en 1989 junto a la elección presidencial. 

## Listado de elecciones parlamentarias por períodos históricos

### Congreso en la Patria Vieja y el período de Organización Nacional (1811-1829)
- 1.ª Elecciones parlamentarias de Chile de 1811 (6 de mayo)
- 2.ª Elecciones parlamentarias de Chile de 1822 (24 de mayo)
- 3.ª Elecciones parlamentarias de Chile de 1823 (7 de julio)
- 4.ª Elecciones parlamentarias de Chile de 1824 (5 de octubre)
- 5.ª Elecciones parlamentarias de Chile de 1826 (15 de mayo)
- 6.ª Elecciones parlamentarias de Chile de 1828 (12 de enero)
- 7.ª Elecciones parlamentarias de Chile de 1829 (7 y 8 de junio)

### Congreso durante el período de la República Conservadora (1831-1861)
- 8.ª Elecciones parlamentarias de Chile de 1831 (26 de mayo)
- 9.ª Elecciones parlamentarias de Chile de 1834 (30 de marzo)
- 10.ª Elecciones parlamentarias de Chile de 1837 (26 de marzo)
- 11.ª Elecciones parlamentarias de Chile de 1840 (29 y 30 de marzo)
- 12.ª Elecciones parlamentarias de Chile de 1843 (26 de marzo)
- 13.ª Elecciones parlamentarias de Chile de 1846 (29 de marzo)
- 14.ª Elecciones parlamentarias de Chile de 1849 (25 de marzo)
- 15.ª Elecciones parlamentarias de Chile de 1852 (28 de marzo)
- 16.ª Elecciones parlamentarias de Chile de 1855 (25 de marzo)
- 17.ª Elecciones parlamentarias de Chile de 1858 (28 de marzo)
- 18.ª Elecciones parlamentarias de Chile de 1861 (27 de marzo)

### Congreso Nacional durante el período de la República Liberal (1861-1891)
- 19.ª Elecciones parlamentarias de Chile de 1864 (27 de marzo)
- 20.ª Elecciones parlamentarias de Chile de 1867 (31 de marzo)
- 21.ª Elecciones parlamentarias de Chile de 1870 (27 de marzo)
- 22.ª Elecciones parlamentarias de Chile de 1873 (30 de marzo)
- 23.ª Elecciones parlamentarias de Chile de 1876 (26 de marzo)
- 24.ª Elecciones parlamentarias de Chile de 1879 (30 de marzo)
- 25.ª Elecciones parlamentarias de Chile de 1882 (26 de marzo)
- 26.ª Elecciones parlamentarias de Chile de 1885 (29 de marzo)
- 27.ª Elecciones parlamentarias de Chile de 1888 (25 de marzo)
- 28.ª Elecciones parlamentarias de Chile de 1891 (18 de octubre)

### Congreso Nacional durante el Parlamentarismo (1891-1924)
- 29.ª Elecciones parlamentarias de Chile de 1894 (4 de marzo)
- 30.ª Elecciones parlamentarias de Chile de 1897 (7 de marzo)
- 31.ª Elecciones parlamentarias de Chile de 1900 (4 de marzo)
- 32.ª Elecciones parlamentarias de Chile de 1903 (1 de marzo)
- 33.ª Elecciones parlamentarias de Chile de 1906 (4 de marzo)
- 34.ª Elecciones parlamentarias de Chile de 1909 (7 de marzo)
- 35.ª Elecciones parlamentarias de Chile de 1912 (3 de marzo)
- 36.ª Elecciones parlamentarias de Chile de 1915 (7 de marzo)
- 37.ª Elecciones parlamentarias de Chile de 1918 (3 de marzo)
- 38.ª Elecciones parlamentarias de Chile de 1921 (6 de marzo)
- 39.ª Elecciones parlamentarias de Chile de 1924 (2 de marzo)

### Congreso Nacional durante el período Presidencialista y los Gobiernos Radicales (1925-1946)
- 40.ª Elecciones parlamentarias de Chile de 1925 (5 de diciembre)
- 41.ª Congreso Termal en 1930 (2 de marzo)
- 42.ª Elecciones parlamentarias de Chile de 1932 (30 de octubre)
- 43.ª Elecciones parlamentarias de Chile de 1937 (7 de marzo)
- 44.ª Elecciones parlamentarias de Chile de 1941 (2 de marzo)
- 45.ª Elecciones parlamentarias de Chile de 1945 (4 de marzo)

### Congreso Nacional durante la República Presidencial (1949-1973)
- 46.ª Elecciones parlamentarias de Chile de 1949 (6 de marzo)
- 47.ª Elecciones parlamentarias de Chile de 1953 (1 de marzo)
- 48.ª Elecciones parlamentarias de Chile de 1957 (3 de marzo)
- 49.ª Elecciones parlamentarias de Chile de 1961 (5 de marzo)
- 50.ª Elecciones parlamentarias de Chile de 1965 (7 de marzo)
- 51.ª Elecciones parlamentarias de Chile de 1969 (2 de marzo)
- 52.ª Elecciones parlamentarias de Chile de 1973 (4 de marzo)

### Congreso Nacional a partir de la Transición a la democracia (1990-)
- 53.ª Elecciones parlamentarias de Chile de 1989 (14 de diciembre)
- 54.ª Elecciones parlamentarias de Chile de 1993 (11 de diciembre)
- 55.ª Elecciones parlamentarias de Chile de 1997 (11 de diciembre)
- 56.ª Elecciones parlamentarias de Chile de 2001 (16 de diciembre)
- 57.ª Elecciones parlamentarias de Chile de 2005 (11 de diciembre)
- 58.ª Elecciones parlamentarias de Chile de 2009 (13 de diciembre)
- 59.ª Elecciones parlamentarias de Chile de 2013 (17 de noviembre)
- 60.ª Elecciones parlamentarias de Chile de 2017 (19 de noviembre)
- 61.ª Elecciones parlamentarias de Chile de 2021 (21 de noviembre)
- 62.° Elecciones parlamentarias de Chile de 2025 (16 de noviembre)

## Elecciones complementarias
Las elecciones complementarias fueron establecidas tras la reforma promulgada el 10 de agosto de 1888 a la Constitución Política de 1833, en la cual se eliminaban los senadores y diputados suplentes. El mecanismo para realizar las elecciones extraordinarias de parlamentarias fue fijado mediante la ley electoral promulgada el 20 de agosto de 1890.
Posteriormente, las elecciones complementarias continuaron siendo la forma establecida por la ley de elecciones, durante la vigencia de la Constitución Política de 1925, para reemplazar a los diputados o senadores que morían o dejaban de pertenecer a la respectiva cámara por cualquier causa —incapacidad, cesación del cargo, asunción de un cargo incompatible o ausencia extendida—, antes del último año de su mandato, y por el término que le faltara de su período.
Con la Constitución Política de 1980, a partir del retorno de la democracia en 1990, el mecanismo de las elecciones complementarias fue suprimido, siendo sustituido por la designación del compañero de lista del parlamentario que dejaba la vacante (identificado claramente gracias al sistema binominal). Luego de la reforma constitucional de 2005, esta última modalidad cambió, quedando en manos del partido político al que pertenecía el parlamentario que produjo la vacante, al momento de ser elegido, el nombramiento de su reemplazante.
| Fecha                    | División electoral                                                                     | Motivo de la vacancia | Candidatos |
| ------------------------ | -------------------------------------------------------------------------------------- | --- | --- |
| 4 de abril de 1926       | 3.ª Agrupación Provincial (Valparaíso y Aconcagua)                                     | Fallecimiento del senador Ismael Undurraga (PR) el 4 de marzo de 1926.                                                                  | Aurelio Cruzat (PR) Manuel O'Ryan (PDa) Juan Luis Carmona (PCCh) |
| 25 de abril de 1926      | 15.ª Agrupación Departamental (Ñuble)                                                  | Fallecimiento del diputado Ricardo Troncoso Puga (Ind.) el 1 de marzo de 1926.                                                          | Demetrio Zañartu Urrutia (PL) Luis Saavedra (PCCh) Oyarzo (PDa) |
| 20 de junio de 1926      | 1.ª Agrupación Provincial (Tarapacá y Antofagasta)                                     | Renuncia del senador Arturo Alessandri Palma (PL) el 12 de mayo de 1926.                                                                | Juan Luis Carmona (PCCh) Gustavo Schelle (PR) Carlos Villarroel (PL) Francisco Hinojosa (USRACH) Guillermo Bañados (PDa)                                                                   |
| 19 de diciembre de 1926  | 11.ª Agrupación Departamental (Curicó, Vichuquén y Santa Cruz)                         | Renuncia del diputado Manuel Rivas Vicuña (PL) el 20 de noviembre de 1926 para asumir como ministro del Interior.                       | Enrique Reyes del Río (PL) Emilio Tizzoni (PCon) Braulio León Peña (PCCh) Alejandro Escobar (PDa)                                                                                          |
| 6 de febrero de 1927     | 8° Agrupación Provincial (Arauco, Malleco y Cautín)                                    | Fallecimiento del senador Carlos Werner Richter (PL) el 31 de diciembre de 1926.                                                        | Víctor Körner Anwandter (PL) Luis Malaquías Concha (PD) Francisco Ramírez (PCCh) |
| 29 de mayo de 1927       | 4° Agrupación Departamental (La Serena, Coquimbo, Elqui, Ovalle, Combarbalá e Illapel) | Fallecimiento del diputado Federico Marín Troncoso (PCon) el 17 de marzo de 1927.                                                       | Carlos Vicuña Zorrilla (PCon) Demetrio Salas (USRACH) Juan de Dios Galleguillos (PD) |
| 3 de julio de 1927       | 2.ª Agrupación Departamental (Antofagasta)                                             | Destitución del diputado Leonardo Guzmán Cortés (PR) por haberse ausentado del país más de 30 días sin la autorización de la Cámara.    | Héctor M. Meléndez (PR) Gregorio Oxman (Ind.) Jorge Neut Latour (PCCh) Enrique Cigna (USRACH) Maximiliano Venegas (PDa)                                                                    |
| 15 de abril de 1928      | 15.ª Agrupación Departamental (Talca)                                                  | Fallecimiento del diputado Aurelio Donoso Henríquez (PLD) el 25 de diciembre de 1927.                                                   | Gabriel Letelier Elgart (PLD) Genaro Santander (Ind.) J. C. Bravo (PD) |
| 5 de octubre de 1930     | 1.ª Agrupación Departamental (Pisagua y Tarapacá)                                      | Renuncia del diputado Ricardo Puelma Laval (PR) el 5 de septiembre de 1930 para asumir como ministro de Bienestar Social.               | Serafín Elguin Morales (Ind.) Luis Bustamante Cordero (PR) Alejandro Cuadra |
| 9 de noviembre de 1930   | Departamento de Arica                                                                  | Incorporación del Departamento de Arica a la soberanía nacional, asignándole un diputado a dicha zona.                                  | Alejandro Gallo Sapiain (PR) Manuel Araya Valverde (PDa) Crignola (CRAC) |
| 16 de noviembre de 1930  | 6° Agrupación Departamental (Valparaíso, Quillota, Limache y Casablanca)               | Fallecimiento del diputado Armando Tamayo Torres (PD) el 16 de octubre de 1930.                                                         | Óscar Ruiz Tagle Solar (PCon) Ernesto Hübner (PD) Luis Aro Torres (PR) Carlos Contreras Labarca (sindicalista) Hipólito Verdugo (PLa) Carlos Araya Miranda (Ind.) Oscar Díaz Campos (CRAC) |
| 31 de mayo de 1931       | 2.ª Agrupación Provincial (Atacama y Coquimbo)                                         | Renuncia del senador Guillermo Azócar (PR) el 7 de mayo de 1931 para asumir como ministro de Agricultura.                               | Aquiles Concha (CRAC) Antonio Tirado Lanas (PR) |
| 9 de agosto de 1931      | 5.ª Agrupación Provincial (Aconcagua)                                                  | Renuncia del diputado José Manuel Ríos Arias (PL) el 13 de julio de 1931 para asumir como ministro de Justicia y Educación.             | Benigno Acuña Robert (PR) Alejandro Rengifo (PL) |
| 27 de septiembre de 1931 | 7.ª Agrupación Departamental (Santiago)                                                | Renuncia del diputado Santiago Wilson (PD) el 3 de septiembre de 1931 para asumir como ministro de Bienestar Social.                    | Elías Errázuriz Larraín (PCon) Aliro González (automovilista) Arturo Salvo (PD) Alejandro Caldera (PCCh) Francisco Pérez Lavín                                                             |
| 25 de octubre de 1931    | 6° Agrupación Provincial (Ñuble, Concepción y Bío-Bío)                                 | Fallecimiento del senador Luis Enrique Concha González (PD) el 14 de septiembre de 1931.                                                | Gonzalo Urrejola y Unzueta (PCon) Téofilo Hinojosa (PD) Alberto Coddou (PR) Eliseo Sepúlveda (PCCh)                                                                                        |
| 25 de octubre de 1931    | 6° Agrupación Departamental (Valparaíso, Quillota, Limache y Casablanca)               | Fallecimiento del diputado Enrique Lillo Pacheco (PD) el 24 de septiembre de 1931.                                                      | Ricardo de Ferari Valdés (PL) José Estrada Rodríguez (PD) |
| 15 de noviembre de 1931  | 8.ª Agrupación Departamental (La Victoria, Melipilla y San Antonio)                    | Fallecimiento del diputado Arturo Gutiérrez Reveco (PD) el 16 de octubre de 1931.                                                       | Jorge Barros Hurtado (PL) |
| 10 de abril de 1932      | 1.ª Agrupación Provincial (Tarapacá y Antofagasta)                                     | Fallecimiento del senador Óscar Viel Cavero (PLD) el 2 de marzo de 1931.                                                                | Arturo Alessandri Palma (PL) Leonardo Guzmán Cortés (PR) Elías Lafertte (PCCh) Rafael Lorca (PL) Justo Banda                                                                               |
| 8 de mayo de 1932        | 1.ª Agrupación Departamental (Tarapacá)                                                | Renuncia del diputado Marco Antonio de la Cuadra (PR) el 8 de abril de 1932 para asumir como ministro de Fomento.                       | Luis Bustamante Cordero (PRS) Ernesto Torres (PRI) Carlos Muller (PRI) Alfredo Raiten (PRI) Rafael Lorca (PL) Demetrio Fernández (PCCh)                                                    |
| 8 de mayo de 1932        | 6° Agrupación Departamental (Valparaíso, Quillota, Limache y Casablanca)               | Renuncia del diputado Alfredo Guillermo Bravo (PR) el 8 de abril de 1932 para asumir como ministro de Educación.                        | Carlos Cuevas Hernández (PR) José Dolores Vásquez (PS) Ernesto Gorigoitia (Agr. Empl.) Óscar Fernández (PEmp) Juan Chacón (PCCh) Samuel Salas Troncoso (PD)                                |
| 8 de mayo de 1932        | 14° Agrupación Departamental (Linares, Parral y Loncomilla)                            | Renuncia del diputado Ignacio Urrutia Manzano (PL) el 8 de abril de 1932 para asumir como ministro de Defensa.                          | Francisco Valdés Cuadra (PL) Aurelio Meza Rivera (PR) Julio Chacón (PRS) Eduardo Carrasco (PD) Alberto Sotomayor (Ind)                                                                     |
| 5 de marzo de 1933       | Provincia de Magallanes                                                                | Incorporación de Magallanes a la soberanía nacional, asignándole un diputado.                                                           | Manuel Chaparro Ruminot (PRM) Armando Sanhueza Líbano (PR) Julio Silva (PS) Óscar Godoy (PCon)                                                                                             |
| 19 de marzo de 1933      | 1.ª Agrupación Departamental (Tarapacá)                                                | Renuncia del diputado Luis Bustamante Cordero (PRS) para asumir como senador.                                                           | Raúl Cáceres (PR) Juan Luis Mery Frías (PRS) |
| 8 de abril de 1934       | 1.ª Agrupación Provincial (Tarapacá y Antofagasta)                                     | Renuncia del senador Aurelio Núñez Morgado (PR) para asumir cargo diplomático.                                                          | Fernando Alessandri Rodríguez (PL) Elías Lafertte (PCCh) Marmaduke Grove (PS) Pedro Opitz (PR) Osvaldo Hiriart (PR)                                                                        |
| 8 de abril de 1934       | 4.ª Agrupación Provincial (Santiago)                                                   | Fallecimiento del senador Eugenio Matte Hurtado (PS) el 11 de enero de 1934.                                                            | Marmaduke Grove Vallejo (PS) Absalón Valencia Zavala (PL) Pedro Fajardo (PDa) Emilio Zapata Díaz (PCCh) Carlos Contreras Labarca (PCCh)                                                    |
| 13 de mayo de 1934       | 19.ª Agrupación Departamental (Laja, Mulchén y Angol)                                  | Renuncia del diputado Alejandro Serani Burgos (PD) el 19 de abril de 1934 para asumir como ministro del Trabajo.                        | Pedro Freemann (PR) Lisandro Fuentealba (PDa) Juan Arredondo (PS) Juan Leiva (PCCh) |
| 9 de septiembre de 1934  | 5.ª Agrupación Provincial (O'Higgins y Colchagua)                                      | Fallecimiento del senador Arturo Dagnino Oliveri (PR) el 2 de agosto de 1934.                                                           | Carlos Aldunate Errázuriz (PCon) Florencio Durán Bernales (PR) Carlos Alberto Martínez (PS) Elías Lafertte (PCCh)                                                                          |
| 16 de septiembre de 1934 | 5.ª Agrupación Departamental (Petorca, San Felipe y Los Andes)                         | Fallecimiento del diputado Benigno Acuña Robert (PL) el 13 de agosto de 1934.                                                           | Enrique Doll (PL) Leonardo Guzmán (PR) Ricardo A. Latcham (PS) |
| 11 de agosto de 1935     | 4.ª Agrupación Provincial (Santiago)                                                   | Fallecimiento del senador Pedro León Ugalde (PR) el 6 de julio de 1935.                                                                 | Arturo Ureta Echazarreta (PCon) Juan Luis Mery Frías (PRS) |
| 18 de agosto de 1935     | 21.ª Agrupación Departamental (Temuco, Nueva Imperial y Villarrica)                    | Fallecimiento del diputado Cristiano Becker Valdevellano (PR) el 12 de julio de 1935.                                                   | Braulio Sandoval (PA) Roberto Gutiérrez (PDa) Humberto Álvarez (PR) Gustavo Vargas (MNS)                                                                                                   |
| 26 de abril de 1936      | 8.ª Agrupación Provincial (Bío-Bío y Cautín)                                           | Fallecimiento del senador Artemio Gutiérrez (PD) el 18 de marzo de 1936.                                                                | Cristóbal Sáenz (PR) Luis Mandujano (PD) |
| 16 de agosto de 1936     | 2.ª Agrupación Provincial (Atacama y Coquimbo)                                         | Fallecimiento del senador Nicolás Marambio Montt (PR) el 18 de junio de 1936.                                                           | José Manuel Ríos Arias (PL) Gabriel González Videla (PR) |
| 29 de mayo de 1938       | 6.ª Agrupación Provincial (Curicó, Talca, Linares y Maule)                             | Fallecimiento del senador Aurelio Meza Rivera (PR) el 17 de abril de 1938.                                                              | Matías Silva Sepúlveda (PL) |
| 22 de enero de 1939      | 4.ª Agrupación Departamental (La Serena, Coquimbo, Elqui, Ovalle e Illapel)            | Renuncia del diputado Pedro Enrique Alfonso (PR) el 24 de diciembre de 1938 para asumir como ministro del Interior.                     | Federico Alfonso Muñoz (PR) |
| 22 de enero de 1939      | 7.ª Agrupación Departamental (Santiago, 1.er Distrito)                                 | Renuncia del diputado Carlos Alberto Martínez (PS) el 24 de diciembre de 1938 para asumir como ministro de Tierras y Colonización.      | Gerardo López Urbina (PS) Bernardo Leighton (FN) |
| 22 de enero de 1939      | 21.ª Agrupación Departamental (Temuco, Lautaro, Imperial, Villarrica y Pitrufquén)     | Renuncia del diputado Rudecindo Ortega Mason (PR) el 24 de diciembre de 1938 para asumir como ministro de Estado.                       | Armando Holzapfel Álvarez (PR) Fortunato Navarro Herrera (PA) |
| 26 de marzo de 1939      | 17.ª Agrupación Departamental (Concepción, Talcahuano, Tomé, Yumbel y Coronel)         | Fallecimiento del diputado Sebastián Melo Hermosilla (PR) el 24 de enero de 1939.                                                       | Armando Alarcón del Canto (PR) |
| 9 de julio de 1939       | 22ª Agrupación Departamental (Valdivia, La Unión, Osorno y Río Bueno)                  | Fallecimiento del diputado Manuel Antonio Luna (PD) el 24 de mayo de 1939.                                                              | Samuel Valck (PD) Jorge Bustos León (PL) |
| 20 de agosto de 1939     | 2.ª Agrupación Departamental (Antofagasta, Tocopilla, El Loa y Taltal)                 | Renuncia del diputado Óscar Cifuentes Solar (PS) para asumir cargo diplomático.                                                         | Vicente Ruiz Mondaca (PS) |
| 20 de agosto de 1939     | 4.ª Agrupación Departamental (La Serena, Coquimbo, Elqui, Ovalle e Illapel)            | Renuncia del diputado Gabriel González Videla (PR) para asumir cargo diplomático.                                                       | Julio Pinto Riquelme (PR) Marcelino Araya Rojas (PL) |
| 29 de octubre de 1939    | 1.ª Agrupación Provincial (Tarapacá y Antofagasta)                                     | Renuncia del senador Óscar Schnake (PS) el 28 de septiembre de 1939 para asumir como ministro de Fomento.                               | Carlos Alberto Martínez (PS) Tancredo Pinochet (Ind.) |
| 29 de octubre de 1939    | 6.ª Agrupación Departamental (Valparaíso y Quillota)                                   | Renuncia del diputado Salvador Allende (PS) el 28 de septiembre de 1939 para asumir como ministro de Salubridad.                        | Vasco Valdebenito García (PS) Héctor René Olivares Ramírez (Ind.) |
| 29 de octubre de 1939    | 17.ª Agrupación Departamental (Concepción, Talcahuano, Tomé, Yumbel y Coronel)         | Renuncia del diputado Rolando Merino (PS) el 28 de septiembre de 1939 para asumir como ministro de Tierras y Colonización.              | Carlos Rosales Gutiérrez (PS) Miguel Chamorro Araya (APL) |
| 26 de noviembre de 1939  | 4.ª Agrupación Departamental (La Serena, Coquimbo, Elqui, Ovalle e Illapel)            | Fallecimiento del diputado Federico Alfonso Muñoz (PR) el 7 de octubre de 1939.                                                         | Gustavo Olivares Faúndez (PR) |
| 10 de marzo de 1940      | 8° Agrupación Provincial (Biobío, Malleco y Cautín)                                    | Renuncia del senador Cristóbal Sáenz Cerda (PR) el 14 de febrero de 1940 para asumir como ministro de Relaciones Exteriores y Comercio. | Rudecindo Ortega Mason (PR) Gregorio Amunátegui Jordán (PL) Jorge González von Marées (MNS)                                                                                                |
| 10 de marzo de 1940      | 4° Agrupación Departamental (La Serena, Coquimbo, Elqui, Ovalle, Combarbalá e Illapel) | Renuncia del diputado Humberto Álvarez Suárez (PR) el 14 de febrero de 1940 para asumir como ministro del Interior.                     | Rodolfo Masson Villarroel (PR) Narciso Herrera (PL) |
| 7 de abril de 1940       | 4° Agrupación Provincial (Santiago)                                                    | Renuncia del senador Juan Pradenas Muñoz (PDo) el 12 de marzo de 1940 para asumir como ministro del Trabajo.                            | Máximo Venegas Sepúlveda (PDo) Eduardo Cruz-Coke Lassabe (PCon) Jorge Ibsen Coe (APL) |
| 2 de junio de 1940       | 2° Agrupación Provincial (Atacama y Coquimbo)                                          | Fallecimiento del senador Abraham Gacitúa Silva (PL) el 6 de mayo de 1940.                                                              | Jerónimo Méndez (PR) Marco Antonio de la Cuadra Poisson (PL) |
| 17 de noviembre de 1940  | 3° Agrupación Provincial (Valparaíso y Aconcagua)                                      | Fallecimiento del senador Álvaro Santa María Cerveró (PL) el 5 de octubre de 1940.                                                      | Celso Aníbal Cruzat Ortega (PR) Benjamín Matte Larraín (PL) |
| 6 de julio de 1941       | 7° Agrupación Departamental (Primer Distrito Metropolitano: Santiago)                  | Renuncia del diputado Juan Rossetti Colombino (PRS) el 10 de junio de 1941 para asumir como ministro de Relaciones Exteriores.          | César Godoy Urrutia (PST) Humberto Godoy Camus (PS) Arturo Droguett del Fierro (PCon) |
| 21 de diciembre de 1941  | 5° Agrupación Departamental (San Felipe, Petorca y Los Andes)                          | Renuncia del diputado Alfredo Rosende Verdugo (PR) el 21 de noviembre de 1941 para asumir como ministro del Interior.                   | Pedro Jara del Villar (PR) Rodolfo Guillermo Döll Rojas (PL) |
| 31 de mayo de 1942       | 21° Agrupación Departamental (Temuco, Lautaro, Imperial, Villarrica y Pitrufquén)      | Fallecimiento del diputado Elías Montecinos Matus (PR) el 3 de abril de 1942.                                                           | Federico Brito Salvo (PR) Juan Silva Pinto (PL) |
| 26 de septiembre de 1943 | 1° Agrupación Provincial (Tarapacá y Antofagasta)                                      | Renuncia del senador Osvaldo Hiriart (PR) el 1 de septiembre de 1943 para asumir como ministro del Interior.                            | Leonardo Guzmán Cortés (PR) |
| 26 de marzo de 1944      | 24° Agrupación Departamental (Llanquihue, Puerto Varas, Maullín, Calbuco y Aysén)      | Fallecimiento del diputado Santiago Ernst Martínez (PS) el 9 de febrero de 1944.                                                        | Alfonso Campos Menéndez (PL) Federico Bucher Weibel (PR) |
| 27 de agosto de 1944     | 6° Agrupación Provincial (Curicó, Talca, Linares y Maule)                              | Fallecimiento del senador Amador Pairoa Trujillo (PPN) el 15 de julio de 1944.                                                          | Arturo Alessandri Palma (PL) Guillermo del Pedregal Herrera (Ind.) |
| 4 de marzo de 1945       | 8° Agrupación Provincial (Biobío, Malleco y Cautín)                                    | Fallecimiento del senador Darío Barrueto Molinet (PR) el 29 de diciembre de 1944.                                                       | Jaime Larraín García-Moreno (PA) Hernán Figueroa Anguita (PR) |
| 9 de septiembre de 1945  | 8° Agrupación Departamental (Melipilla, San Antonio, San Bernardo y Maipo)             | Fallecimiento del diputado Enrique Madrid Osorio (PL) el 16 de agosto de 1945.                                                          | Eduardo Moore (PL) Rafael Vergara (PR) |
| 11 de noviembre de 1945  | 16° Agrupación Departamental (Chillán, Yungay y Bulnes)                                | Fallecimiento del diputado Rafael Cifuentes Latham (PCon) el 14 de septiembre de 1945.                                                  | Héctor Zañartu Urrutia (PCon) Miguel Ángel Vega (PDo) Pedro Poblete Vera (PS) |
| 19 de mayo de 1946       | 6° Agrupación Departamental (Valparaíso y Quillota)                                    | Fallecimiento del diputado Ismael Carrasco Rábago (PR) el 5 de abril de 1946.                                                           | Enrique Wiegand Frödden (PCon) Rolando Rivas Fernández (PRDe) Esteban Delgadillo (PPN) Francisco Vio (FN)                                                                                  |
| 5 de enero de 1947       | 1° Agrupación Provincial (Tarapacá y Antofagasta)                                      | Asunción de Gabriel González Videla (PR) como presidente de la República el 3 de noviembre de 1946.                                     | Ángel Custodio Vásquez Galdames (PR) |
| 5 de enero de 1947       | 6° Agrupación Departamental (Valparaíso y Quillota)                                    | Fallecimiento del diputado Juan Escala Garnham (PCon) el 28 de noviembre de 1946.                                                       | Fernando Durán Villarreal (PCon) Raúl Oliva Murillo (FN) |
| 27 de julio de 1947      | 2° Agrupación Departamental (Antofagasta, Tocopilla, El Loa y Taltal)                  | Renuncia del diputado Fernando Cisternas Ortiz (PR) para asumir como embajador de Chile en Suiza.                                       | José Avilés Avilés (PR) Humberto Rojas (PR) Máximo Venegas Sepúlveda (PDo) Ismael Valdés Alfonso (PAL)                                                                                     |
| 14 de septiembre de 1947 | 5° Agrupación Provincial (O'Higgins y Colchagua)                                       | Fallecimiento del senador Diego Echenique Zegers (PL) el 6 de agosto de 1947.                                                           | Francisco Bulnes Correa (PL) Miguel Concha Quezada (PCCh) Eugenio González Rojas (PS) |
| 9 de mayo de 1948        | 21° Agrupación Departamental (Lautaro, Temuco, Imperial, Pitrufquén y Villarrica)      | Fallecimiento del diputado Juan Bautista Chesta Pastoureaud (PAL) el 25 de marzo de 1948.                                               | Braulio Sandoval Muñoz (PAL) Darío Cabrera Bustos (PR) |
| 26 de junio de 1949      | 5.ª Agrupación Provincial (O'Higgins y Colchagua)                                      | Fallecimiento del senador Miguel Cruchaga Tocornal (PCon) el 3 de mayo de 1949.                                                         | Sergio Fernández Larraín (PCT) Francisco Javier Labbé Labbé (PCSC) |
| 28 de mayo de 1950       | 1.ª Agrupación Provincial (Tarapacá y Antofagasta)                                     | Destitución del senador Pablo Neruda (PCCh) por aplicación de la Ley de Defensa Permanente de la Democracia.                            | Radomiro Tomic (FN) Luis Alberto Cuevas (PR) |
| 28 de mayo de 1950       | 2.ª Agrupación Departamental (Antofagasta, Tocopilla, El Loa y Taltal)                 | Fallecimiento del diputado Carlos Souper Maturana (PL) el 22 de enero de 1950.                                                          | Lisandro Cruz Ponce (PS) Arturo Estay Aravena (PL) |
| 28 de mayo de 1950       | 7.ª Agrupación Provincial (Ñuble, Concepción y Arauco)                                 | Fallecimiento del senador Alberto Moller Bordeu (PR) el 20 de febrero de 1950.                                                          | Fernando Maira Castellón (PR) Osvaldo F. de Castro Ortúzar (PL) |
| 24 de septiembre de 1950 | 17.ª Agrupación Departamental (Concepción, Talcahuano, Tomé, Yumbel y Coronel)         | Renuncia del diputado Fernando Maira Castellón (PR) para asumir como senador.                                                           | Ruperto Puga Fisher (PDo) Zenón Urrutia (PCT) Salomón Corbalán (PSP) |
| 26 de noviembre de 1950  | 4° Agrupación Provincial (Santiago)                                                    | Fallecimiento del senador Arturo Alessandri Palma (PL) el 24 de agosto de 1950.                                                         | Arturo Matte Larraín (PL) Carlos Vial Espantoso (PCSC) Rudecindo Ortega Mason (PRDo) Tomás Chadwick Valdés (PSP) María de la Cruz Toledo (PFem)                                            |
| 4 de marzo de 1951       | 8.ª Agrupación Departamental (Melipilla, San Antonio, San Bernardo y Maipo)            | Fallecimiento del diputado Roberto Bravo Santibáñez (PCT) el 8 de diciembre de 1950.                                                    | Ramón Noguera Prieto (PCT) Carlos Venegas Hernández (PS) |
| 4 de marzo de 1951       | 20.ª Agrupación Departamental (Angol, Collipulli, Traiguén, Victoria y Curacautín)     | Fallecimiento del diputado Carlos Cifuentes Sobarzo (PDo) el 2 de diciembre de 1950.                                                    | Mariano Puga Vega (PL) Gregorio Fuentes Orellana (PDo) Tertuliano Cruzat Aravena (PRDo) |
| 18 de marzo de 1951      | 17° Agrupación Departamental (Concepción)                                              | Fallecimiento del diputado Ángel Muñoz García (PR) el 11 de enero de 1951.                                                              | Inés Enríquez Frödden (PR) Óscar Waiss Band (PSP) Esteban Bedoya Hundesdoerffer (PDoCh) |
| 4 de enero de 1953       | 4° Agrupación Provincial (Santiago)                                                    | Elección del senador Carlos Ibáñez del Campo (PAL) como Presidente de la República el 4 de septiembre de 1952.                          | María de la Cruz Toledo (PFem) Humberto Mewes Bruna (Ind.) José Domínguez Echenique (PCSC)                                                                                                 |
| 13 de septiembre de 1953 | 3° Agrupación Departamental (Atacama)                                                  | Fallecimiento del diputado Héctor Montero Soto (PSP) el 15 de junio de 1953.                                                            | Roberto Flores Álvarez (PSP) Orlando Poblete González (PR) |
| 4 de octubre de 1953     | 4° Agrupación Provincial (Santiago)                                                    | La senadora María de la Cruz Toledo (PFem) fue inhabilitada para seguir en el cargo el 4 de agosto de 1953.                             | Luis Quinteros Tricot (PS) Pedro Foncea Aedo (PAL) Mamerto Figueroa Parot (Ind.) María de la Cruz Toledo (PFem) Jorge Berguño Meneses (PT)                                                 |
| 6 de febrero de 1955     | 7° Agrupación Departamental (Primer Distrito Metropolitano: Santiago)                  | Renuncia del diputado Sergio Recabarren Valenzuela (PAL) para asumir como Ministro del Interior el 6 de enero de 1955.                  | Rafael Agustín Gumucio Vives (FN) Clodomiro Almeyda Medina (PSP) |
| 20 de febrero de 1955    | 4° Agrupación Departamental (La Serena, Coquimbo, Elqui, Ovalle, Combarbalá e Illapel) | Fallecimiento del diputado Edmundo Pizarro Cabezas (PL) el 6 de septiembre de 1954.                                                     | Máximo Segundo Corral Garrido (PL) |
| 28 de agosto de 1955     | 6° Agrupación Departamental (Valparaíso y Quillota)                                    | Fallecimiento del diputado Alfredo Nazar Feres (PR) el 16 de abril de 1955.                                                             | Carlos Muñoz Horz (PR) |
| 1 de abril de 1956       | 1° Agrupación Departamental (Arica, Pisagua e Iquique)                                 | Fallecimiento del diputado José Zárate Andreu (PR) el 3 de enero de 1956.                                                               | Juan Luis Maurás Novella (PR) Pedro Nolasco Muga González (FN) |
| 1 de abril de 1956       | 6° Agrupación Departamental (Valparaíso y Quillota)                                    | Fallecimiento del diputado Raúl Benaprés Lafourcade (PAL) el 27 de octubre de 1955.                                                     | Augusto Pumarino Fuentes (PCU) Jaime Barros Pérez Cotapos (PCCh) Joaquín Muraro Lillo (PAL) Sergio Garnham Searle (PCSC) Humberto Leiva Reyes (AR)                                         |
| 17 de junio de 1956      | 14° Agrupación Departamental (Linares, Parral y Loncomilla)                            | Fallecimiento del diputado José María Muñoz San Martín (PAL) el 13 de marzo de 1956.                                                    | Sebastián Barja Blanco (PL) Carlos Montero Schmidt (PAL) Jorge Costa Canales (PDo) |
| 21 de julio de 1957      | 6° Agrupación Departamental (Valparaíso y Quillota)                                    | Fallecimiento del diputado Armando Mallet Simonetti (PS) el 24 de mayo de 1957.                                                         | Alonso Zumaeta Faune (PS) Fernando Vial Letelier (PL) |
| 20 de octubre de 1957    | 2° Agrupación Provincial (Atacama y Coquimbo)                                          | Fallecimiento del senador Raúl Marín Balmaceda (PL) el 20 de agosto de 1957.                                                            | Hugo Zepeda Barrios (PL) Alejandro Serani Burgos (PDo) |
| 2 de marzo de 1958       | 4° Agrupación Departamental (La Serena, Coquimbo, Elqui, Ovalle, Combarbalá e Illapel) | Elección de Hugo Zepeda Barrios (PL) como senador.                                                                                      | Julio Alberto Mercado Illanes (PR) Roberto Flores Álvarez (PSP) |
| 23 de marzo de 1958      | 9° Agrupación Departamental (Tercer Distrito Metropolitano: Puente Alto)               | Fallecimiento del diputado Fernando Rojas Wolff (PL) el 18 de septiembre de 1957.                                                       | Enrique Edwards Orrego (PL) Eduardo Simian Gallet (PDC) René Aravena Cordero (PDo) Juan Briones Villavicencio (PR)                                                                         |
| 11 de enero de 1959      | 4° Agrupación Provincial (Santiago)                                                    | Elección del senador Jorge Alessandri como Presidente de la República el 3 de septiembre de 1958.                                       | Roberto Wachholtz Araya (PR) Humberto Mewes Bruna (PT) Mariano Puga Vega (PL) |
| 2 de septiembre de 1962  | 7° Agrupación Departamental (Primer Distrito Metropolitano: Santiago)                  | Fallecimiento del diputado Humberto Pinto Díaz (PCU) el 23 de junio de 1962.                                                            | Gustavo Monckeberg Barros (PCU) Sergio Recabarren Valenzuela (PADENA) Bernardo Leighton Guzmán (PDC)                                                                                       |
| 15 de marzo de 1964      | 11° Agrupación Departamental (Curicó y Mataquito)                                      | Fallecimiento del diputado Óscar Naranjo Jara (PS) el 18 de diciembre de 1963.                                                          | Óscar Naranjo Arias (PS) Rodolfo Ramírez Valenzuela (PCU) Mario Fuenzalida Mandriaza (PDC)                                                                                                 |
| 7 de marzo de 1965       | 3° Agrupación Provincial (Aconcagua y Valparaíso)                                      | Renuncia del senador Radomiro Tomic (PDC) para asumir como embajador de Chile en Estados Unidos.                                        | Benjamín Prado Casas (PDC) Ana Eugenia Ugalde Arias (Ind.) Edmundo Eluchans Malherbe (PCU)                                                                                                 |
| 6 de marzo de 1966       | 6° Agrupación Departamental (Valparaíso y Quillota)                                    | Fallecimiento del diputado Carlos Muñoz Horz (PR) el 26 de diciembre de 1965.                                                           | Juan Montedónico Nápoli (PDC) Antonio Tavolari Vásquez (PS) Óscar Marín Socías (PR) |
| 11 de junio de 1967      | 5° Agrupación Provincial (O'Higgins y Colchagua)                                       | Fallecimiento del senador Salomón Corbalán González (PS) el 11 de marzo de 1967.                                                        | María Elena Carrera (PS) Jaime Castillo Velasco (PDC) Víctor García Garzena (PN) |
| 17 de diciembre de 1967  | 8° Agrupación Provincial (Biobío, Malleco y Cautín)                                    | Fallecimiento del senador José García González (PDC) el 6 de octubre de 1967.                                                           | Alberto Baltra Cortés (PR) Jorge Lavandero Illanes (PDC) Miguel Huerta Muñoz (PN) |
| 7 de julio de 1968       | 21° Agrupación Departamental (Lautaro, Temuco, Imperial, Villarrica y Pitrufquén)      | Fallecimiento del diputado Venancio Coñuepán Huenchual (PN) el 30 de abril de 1968.                                                     | Sergio Merino Jarpa (PDC) Orlando Budnevich Braun (PSD) Víctor Carmine Zúñiga (PN) |
| 4 de abril de 1971       | 10° Agrupación Provincial (Chiloé, Aysén y Magallanes)                                 | Elección del senador Salvador Allende (PS) como Presidente de la República el 3 de septiembre de 1970.                                  | Adonis Sepúlveda Acuña (PS) Andrés Zaldívar Larraín (PDC) Jorge Ovalle Quiroz (DR) |
| 18 de julio de 1971      | 6° Agrupación Departamental (Valparaíso y Quillota)                                    | Fallecimiento de la diputada Graciela Lacoste Navarro (PDC) el 4 de marzo de 1971.                                                      | Óscar Marín Socías (PDC) Hernán del Canto Riquelme (PS) |
| 16 de enero de 1972      | 5° Agrupación Provincial (O'Higgins y Colchagua)                                       | Fallecimiento del senador José Manuel Isla (PDC) el 17 de octubre de 1971.                                                              | Rafael Moreno Rojas (PDC) Héctor Olivares Solís (PS) |
| 16 de enero de 1972      | 14° Agrupación Departamental (Linares, Parral y Loncomilla)                            | Autoexilio del diputado Carlos Avendaño Ortúzar (PN) al ausentarse del país más de un año sin la autorización del Congreso.             | Sergio Diez Urzúa (PN) María Eliana Mery Fuenzalida (IC) |
| 16 de julio de 1972      | 4° Agrupación Departamental (La Serena, Coquimbo, Elqui, Ovalle, Combarbalá e Illapel) | Fallecimiento del diputado Cipriano Pontigo Urrutia (PCCh) el 5 de mayo de 1972.                                                        | Amanda Altamirano Guerrero (PCCh) Orlando Poblete González (PIR) |